# 田布施町立麻郷小学校
田布施町立麻郷小学校（たぶせちょうりつ おごうしょうがっこう）は、山口県熊毛郡田布施町にある公立小学校。

## 概要
田布施町は山口県南東部に位置し、瀬戸内海に面した町で中央部は平坦地、瀬戸内海型気候区に属している。学校は南東部の田園地帯で県道164号沿いにあり、北方向にはJR山陽本線田布施駅が南方向の海岸線には国道188号線が東西に通る。上関宰判第一小学校を前身として、1973年（昭和48年） には創立100周年を迎えた。児童数は、2020年（令和2年）4月17日現在で194名。

## 沿革
- 1835年（天保6年) - 成器堂が上関宰判勘場付近につくられる
- 1859年（安政6年） - 成器堂が八海下山に移される
- 1865年（慶応1年） - 成器堂が戎ヶ下に移される
- 1872年（明治5年） - 成器堂を閉じ、上関宰判第一小学校となる
- 1876年（明治9年） - 井場に校舎を新築、麻郷小学校と改称
- 1887年（明治20年） - 麻郷尋常小学校と改称
- 1888年（明治21年） - 助政に校舎を新築し、麻郷村立麻郷尋常高等小学校と改称
- 1941年（昭和16年） - 麻郷村立麻郷国民学校と改称
- 1947年（昭和22年） - 麻郷村立麻郷小学校と改称
- 1955年（昭和30年）1月1日 - 町村合併により、田布施町立麻郷小学校と改称
- 1964年（昭和39年） - 校舎を新築
- 1965年（昭和40年） - 体育館を新築
- 1968年（昭和43年） - プールが完成
- 2004年（平成16年） - プール全面改修
- 2011年（平成23年） - 屋内運動場、校舎棟完成
- 2012年（平成24年） - 運動場整備工事
- 2013年（平成25年） - 新校舎竣工[1]
- 2015年（平成27年）4月1日 - 田布施町立麻里府小学校と合併

## 学校教育目標
自らの人生を切り拓く力を身に付け、よりよいふるさとの創り手となる子どもを育成する

## 学校行事
| - 4月 始業式、入学式 - 5月 - 6月 | - 7月 終業式 - 8月 - 9月 始業式、作品展、運動会 | - 10月 修学旅行 - 11月 - 12月 終業式 | - 1月 始業式 - 2月 - 3月 卒業式、修了式 |

## 通学区域
- 尾津東、尾津中、尾津西、中郷、上組、見田団地、馬島、奈良、竹重、三宅、新川、旭、高塔、鳥越、八海、尾迫、助政、麻郷団地、井神、地家、蓮輪、浜城、泊団地、戎ヶ下[2]

## 進学先中学校
- 田布施町立田布施中学校[2]

## 校区内の主な施設
- 麻郷郵便局
- 麻里府郵便局
- 麻郷幼稚園
- 麻里府保育園
- 麻郷公民館
- 麻郷福祉会館
- TAIKOスポーツセンター田布施
- 柳井警察署 麻里府駐在所
- 麻里府公民館

## 交通
- JR西日本山陽本線田布施駅から南に徒歩約40分（約３キロメートル）